# Lauter (Oberfranken)
Lauter este o comună aflată în districtul Bamberg, landul Bavaria, Germania.